# Agraylea multipunctata
Agraylea multipunctata – chruścik z rodziny Hydroptilidae. Larwy zasiedlają jeziora i drobne, trwałe zbiorniki wody stojącej. Budują małe domki, zbudowane z przędzy i glonów nitkowanych.
Limnebiont występujący w strefie helofitów i elodeidów.  
Imagines łowione nad jeziorami Pomorza (Riedel 1972), bardzo licznie nad jez. Żarnowieckim oraz nad jeziorami Pojezierza Mazurskiego. Gatunek spotykany w jez. Kierskim oraz Wigierskim (Jakubisiakowa 1933, Demel 1928), torfiankach Wielkopolski (Jaskowska 1961), imagines nad stawami Wyżyny Krakowsko-Częstochowskiej (Riedel 1972). Agraylea multipunctata występuje licznie w jeziorach, w tym oligotroficznych i zalewach morskich Finlandii (Nybom 1960, Bagge et al. 1980, Sarkka 1983, Kornijów i Czachorowski, dane nie publikowane), w jeziorach Karelii (Lepneva 1928, Stalmakova 1974, Vlasova 1986). W Estonii imagines poławiane nad jeziorami i ciekami (Spuris 1971, Timm informacja ustna, Kacalova 1980). Na Łotwie imagines często spotykane nad jeziorami, we wszystkich typach, rzadko jedynie w dystroficznych i eutroficzno-dystroficznych (Spuris 1967, Spuris 1989). Na Litwie imagines poławiane nad jeziorami mezotroficznymi, eutroficznymi i ultraeutroficznymi (Spuris 1969). W niemieckich jeziorach spotykane w strefie Potamogeton, w zbiorowiskach Cladophora, bardzo licznie wśród glonów i na kamieniach (Meuche 1939, Müller-Liebenau 1956, Ehrenberg 1957). W Holandii w jeziorkach, zbiornikach wydmowych, w zbiorowisku osoki larwy występowały głębiej niż A. sexmaculata, licznie wśród osoki bliższej brzegu (duża szerokość niszy), w kanałach polderowych pospolicie w glonach nitkowatych oraz wszystkich typach roślinności (Higler 1968a, b, 1969, 1977, 1984, Higler i Brantjes 1970, Leuven et al, 1987, Van der Velde i Bergers 1987). W Irlandii larwy liczne i często łowione w jeziorach mezotroficznych i oligotroficznym, lecz tylko wśród trzcin (O’Connor i Wise 1984). Imagines łowione były nad jeziorami w różnych częściach Europy, wydaje się, że na południu rzadko, liczniej tam występuje A. sexmaculata (Jonsson 1987, Andricovics 1979, Emelina 1985, Nogradi i Uherkovich 1994).
Gatunek holarktyczny, w Europie nie występuje na Islandii i w południowej Europie. Występuje w strefie potamalu, jeziorach, wodach słonawych, gatunek nizinny sporadycznie występujący w górach (Botosaneanu i Malicky 1978). W Polsce głównie na nizinach (Tomaszewski 1965).